# Angélica Delfina Vásquez Cruz
Angélica Delfina Vásquez Cruz (Santa María Atzompa, Oaxaca, 20 de septiembre de 1958) es una artista  mexicana. Se ha especializado en la creación de artesanías de barro con un estilo propio. Se le conoce como “la Ceramista del Preciosismo”. 

## Labor artesanal
Sus padres son Delfina Cruz Díaz y Ernesto Vásquez Reyes, con ellos comenzó su labor artesanal haciendo pequeños juguetes, jarros, cazuelas y macetas. En 1978, después de aprender a decorar las artesanías, escogió sus propios diseños y estilo, especialmente trabajos basados en la mitología y leyendas de su estado natal que su abuela materna le contó.
Ha expuesto sus obras en la exposición Mexican Fiesta en Millville en 2004, en el Museo de Arte Popular de Oaxaca en San Bartolo Coyotepec en 2003, en el Smithsonian National Museum of the America Indian en Washington D. C. en 1999, en la Eyes Gallery del Museo The Mexican Fine Arts Center en Filadelfia en 1998, en la exposición Celebrating Life en el museo de Chicago en 1993, en las exposiciones anuales de Día de Muertos en Oaxaca en el International Ceramics Festival en Aberystwyth Arts Centre , Wales y en el Museo los Gatos (Cat Museum) de California en 2008 entre varias más.
Por su trayectoria artesanal fue nombrada Creadora Emérita por el Fondo Nacional para la Cultura y las Artes (FONCA).

## Premios y distinciones
Su obra ha recibido más de 18 premios, entre los que destacan:
- Premio “Teodora Blanco” en 1982.
- Premio Especial por Innovación en el Salón de Maestros del Arte Popular Bancomer en 1996 y 1997.
- Gran Premio la Imagen de Benito Juárez en el Arte Popular Oaxaqueño en 1997 y 1998.
- Premio “Don Pantaleón Panduro” dentro del Premio Nacional de Cerámica realizado en Tlaquepaque, Jalisco en 2001.
- Mención honorífica en el Gran Premio Nacional de Arte Popular en 2006.
- Mención honorífica en el Concurso Nacional de Nacimientos Mexicanos en 2006 y 2007.
- Premio Nacional de Ciencias y Artes en el área de Artes y Tradiciones Populares por la Secretaría de Educación Pública en 2008.
- Premio a la Excelencia del Arte Popular por su trayectoria artesanal en San Bartolo Coyotepec en 2009.
- Ciudadana distinguida por el Municipio de Oaxaca de Juárez, por su participación en el rescate y preservación de la cultura indígena en 2010.